# Teucholabis clavistyla
Teucholabis clavistyla är en tvåvingeart som beskrevs av Alexander 1979. Teucholabis clavistyla ingår i släktet Teucholabis och familjen småharkrankar.
Artens utbredningsområde är Bolivia. Inga underarter finns listade i Catalogue of Life.